# Jean-Claude Balard
 (février 2024).
Si vous disposez d'ouvrages ou d'articles de référence ou si vous connaissez des sites web de qualité traitant du thème abordé ici, merci de compléter l'article en donnant les références utiles à sa vérifiabilité et en les liant à la section « Notes et références ».
Pour les articles homonymes, voir Balard.
Jean-Claude Balard, né le 28 septembre 1935 à Vincennes et mort le 27 avril 2022 dans le 18e arrondissement de Paris,, est un comédien français.

## Filmographie

### Cinéma
- 1967 : Guerre et Paix 1re et 4e partie de Serguei Bondartchouk : Rambal
- 1968 : Adieu l'ami de Jean Herman
- 1970 : L'Ours et la Poupée de Michel Deville
- 1987 : La Brute de Claude Guillemot : le juge d'instruction

### Télévision
- 1965 : Les Jeunes Années de Joseph Drimal : Louis Montet
- 1967 : Les Amoureux : Léandre
- 1967 : Les Plaideurs : Léandre
- 1970 : La Brigade des maléfices de Claude Guillemot : Le commissaire Muselier
- 1971 : Au théâtre ce soir : Sur mon beau navire de Jean Sarment, mise en scène Jean-Laurent Cochet, réalisation Pierre Sabbagh, Théâtre Marigny
- 1971-1974- : Un mystère par jour de Guy Jorré et Jean-Paul Carrère
  - La corniche d'Aigrelet : Ecaillon
  - Le chemin de la vérité : Jacques Darty
- 1973 : Les dévorants de François Chatel : Bernard
- 1973 : Le Château perdu de François Chatel : Le marquis de Vardes
- 1975 : Les Compagnons d'Eleusis de Claude Grinberg : Duval
- 1975 : Mozart de Franck Andron : Le marquis
- 1975 : Les Secrets de la mer Rouge 2e saison de Claude Guillemot : Simoni
- 1975 : Erreurs judiciaires : épisode La dame au fusil de Jean Laviron : Inspecteur Robaud
- 1976 : Commissaire Moulin : épisode Cent mille soleils de Paul Andréota et Claude Boissol : Le procureur
- 1978 : Médecins de nuit de Nicolas Ribowski, épisode : Alpha (série)
- 1978 : Au théâtre ce soir : Boudu sauvé des eaux de René Fauchois, mise en scène Jean-Laurent Cochet, réalisation Pierre Sabbagh, Théâtre Marigny
- 1978 : La Vie comme ça de Jean-Claude Brisseau : Lambert

## Théâtre
- 1955 : Les Surprises de la nuit d'Oliver Goldsmith, mise en scène Guy Parigot, Centre dramatique de l'Ouest
- 1955 : Le Manège des amoureux de René Benjamin, Tristan Bernard, Georges Courteline et Jules Renard, mise en scène Hubert Gignoux, Centre dramatique de l'Ouest
- 1955 : Le Bourgeois gentilhomme de Molière, mise en scène René Lafforgue, Centre dramatique de l'Ouest
- 1955 : Henri IV de Luigi Pirandello, mise en scène René Lafforgue, Centre dramatique de l'Ouest
- 1959 : La Dame de Monsoreau d'Alexandre Dumas, mise en scène Jacques Eyser, Comédie-Française
- 1962 : Adorable Julia de Marc-Gilbert Sauvajon, Théâtre de la Ville
- 1962 : Les Caprices de Marianne d'Alfred de Musset, mise en scène Jean-Laurent Cochet, Théâtre de l'Ambigu
- 1963 : Le Sorcier de Christian Liger, mise en scène Marie-Claire Valène, Théâtre du Tertre
- 1963 : L'Aiglon d'Edmond Rostand, mise en scène Maurice Lehmann, Théâtre du Châtelet
- 1964 : L'Étourdi ou les Contretemps de Molière, mise en scène Marc Lamole, Théâtre de l'Ambigu
- 1964 : Turcaret d'Alain-René Lesage, mise en scène Jean-Laurent Cochet, Théâtre de l'Ambigu
- 1964 : On ne badine pas avec l'amour d'Alfred de Musset, mise en scène Jean-Laurent Cochet, Théâtre de l'Ambigu
- 1964 : Jules César de William Shakespeare, mise en scène Raymond Hermantier, Festival de Lyon, Théâtre Sarah-Bernhardt
- 1965 : Bérénice de Jean Racine, mise en scène Jacques Sereys, Théâtre de l'Ambigu
- 1965 : Le Mariage forcé de Molière, mise en scène Philippine Pascal, Théâtre de l'Ambigu
- 1965 : Les Fourberies de Scapin de Molière, mise en scène Michel Bertay, Théâtre de l'Ambigu
- 1965 : Léo Burckart de Gérard de Nerval et Alexandre Dumas, mise en scène Pierre Arnaudeau, Théâtre du Tertre
- 1967 : Boudu sauvé des eaux de René Fauchoix, mise en scène Jean-Laurent Cochet, Théâtre des Capucines
- 1967 : Le Plaisir de rompre de Jules Renard, mise en scène Jean-Laurent Cochet, Théâtre Saint-Georges
- 1969 : Occupe-toi d'Amélie de Georges Feydeau, mise en scène Jacques Charon, Théâtre de la Madeleine
- 1975 : Napoléon III à la barre de l'histoire d'André Castelot, mise en scène Jean-Laurent Cochet, Théâtre du Palais Royal
- 1977 : Le Sexe faible de Édouard Bourdet, mise en scène Jean Meyer, Théâtre des Célestins
- 1979 : Le Menteur de Corneille, mise en scène Jean Meyer, Théâtre des Célestins
- 1992 : Ruy Blas de Victor Hugo, mise en scène Georges Wilson, Théâtre des Bouffes du Nord

## Doublage

### Cinéma
- Oliver Ford Davies dans :
  - Star Wars, épisode I : La Menace fantôme : Sio Bibble
  - Star Wars, épisode II : L'Attaque des clones : Sio Bibble
- Blanche-Neige et les Sept Nains : le Miroir magique (redoublage pour la sortie DVD en 2001)
- Portrait de groupe avec dame : Erhard Schweigert (Vadim Glowna)
- Un flic à la maternelle : capitaine Salazar (Richard Portnow)
- Un fauteuil pour deux : Clarence Biggs (Paul Gleason)
- Dunderklumpen : le narrateur
- Recherche Susan désespérément : Gary Glass (Mark Blum)
- Pinocchio et Gepetto : Gepetto (Martin Landau)
- Soleil vert : Tab Fielding (Chuck Connors)
- Larry Flynt : Chester (Vincent Schiavelli)
- Danger immédiat : ambassadeur Andrew Ferris (Victor Palmieri)
- Demain ne meurt jamais : le ministre de la Défense (Julian Fellowes)
- Les Complices : Kenny Bacon (Paul Gleason)
- The Faculty : John Tate (Daniel von Bargen)
- Top Gun : Viper (Tom Skerritt)
- Golden Child : L'Enfant sacré du Tibet de Michael Ritchie : Sardo Numspa (Charles Dance)

### Télévision

#### Séries télévisées
- Jonathan Banks dans :
  - Un flic dans la mafia (1988-1990) : Frank McPike
  - Alias (2003) : Frederick Brandon
  - Le Monde de Joan (2004) : Mike Rakowski
  - Ghost Whisperer (2006) : Lyle Chase

- Kevin Dobson dans :
  - Côte Ouest (1988-1995) : Marion Patrick "Mack" MacKenzie
  - FX, effets spéciaux (1997-1998) : Détective Leo McCarthy

- L'homme de Vienne (Assignment Vienna) : Jake Webster - en remplacement de Jacques Thébault
- L'Île fantastique : Lawrence (Christopher Hewett)
- Starsky et Hutch : Jason Sims (David Knapp) (saison 2, épisode 11 : Cauchemar)
- Les Bleus et les Gris : Abraham Lincoln (Gregory Peck)
- L'Île perdue : Le Premier Ministre Rufus Quad (Ric Hutton)
- Dr House : John House (R. Lee Ermey)
- La Caravane de l'étrange : Toady (Michael Waltman)

#### Série télévisée d'animation
- L'Âge de cristal : Gavin
- Jayce et les Conquérants de la lumière : Le père de Jayce (Audric)
- Les Minipouss : Professeur Chassard
- Les Mystérieuses Cités d'or : Mendoza
- Ulysse 31 : Priam, Le Magicien Noir
- Robotech : Le narrateur
- Star Wars: The Clone Wars : Le Père

### Jeux vidéo
- The Getaway : Joe Fielding